# Józef Światło
Józef Światło, pierwotnie Izaak Fleischfarb (ur. 1 stycznia 1915 w Medyniu, zm. 2 września 1994 w Stamford w stanie Connecticut) – polski wysoki funkcjonariusz Ministerstwa Bezpieczeństwa Publicznego pochodzenia żydowskiego, m.in. wicedyrektor Departamentu X MBP. Obawiając się czystek po aresztowaniu Ławrientija Berii w 1953, uciekł na Zachód podczas podróży służbowej do Berlina Wschodniego.

## Młodość
Urodził się w wielodzietnej żydowskiej rodzinie Gabriela Fleischfarba, magazyniera w młynie. Jego matką była Rebeka Wieseltur. Miał cztery siostry: Marię, Rachelę, Cylę i Sarę. Rodzina wkrótce potem przeniosła się do Krakowa. Ukończył siedem klas szkoły podstawowej, po czym pracował w Krakowie jako szewc. W młodości działał w organizacji syjonistycznej Gordonia, a następnie od 1933 roku w Komunistycznym Związku Młodzieży Polski w Krakowie. Za udział w strajkach został aresztowany w roku 1934 i 1936. W połowie 1936 roku ożenił się z Frydą Zollman. Od 1936 działał w związkach zawodowych.

## Wojna i pobyt w ZSRR
W 1939 roku został powołany do służby wojskowej, w kampanii wrześniowej służył w 13 DP. Brał udział w bitwie pod Tomaszowem Mazowieckim, w której został lekko ranny. Pod Cieszanowem 20 września trafił do niewoli niemieckiej. Po ucieczce przedostał się na tereny południowo-wschodniej Polski okupowane przez Armię Czerwoną. Z tych czasów wspominał – Kiedy widziałem stosunek NKWD i komunistów sowieckich do starych komunistów polskich, nie przyznawałem się do mojej przeszłości komunistycznej. Po pewnym czasie pobytu na terenach zajętych przez ZSRR został aresztowany i wywieziony w głąb Związku Radzieckiego. Po podpisaniu układu Sikorski–Majski został zwolniony i przeniósł się do Kazachstanu, gdzie pracował jako szewc. Tam poznał i 26 kwietnia 1943 roku poślubił swą drugą żonę, Justynę Światło, i przyjął jej nazwisko.
Służąc w batalionach pracy, skorzystał z amnestii w roku 1943. Nie zabiegał o przyjęcie do armii gen. Andersa, natomiast wstąpił do polskiej dywizji Zygmunta Berlinga. Skierowany przez WKP(b) do 1 Polskiej Dywizji im. Tadeusza Kościuszki. Po ujawnieniu swojej komunistycznej przeszłości szybko awansował, już w 1943 roku został podporucznikiem i oficerem politycznym współpracującym z NKWD.

## Kariera w organach bezpieczeństwa PRL
Z wydziału politycznego wojska do nowo uformowanego Resortu Bezpieczeństwa Publicznego został skierowany przez gen. Konrada Świetlika, zastępcę szefa Wydziału Politycznego Dywizji Kościuszkowskiej, późniejszego wiceministra bezpieczeństwa. Rozmowę wstępną w Lublinie Józef Światło odbył z Mieczysławem Mietkowskim, również późniejszym wiceministrem bezpieczeństwa, od którego dostał skierowanie do Departamentu Personalnego Ministerstwa Bezpieczeństwa Publicznego w Warszawie.
Jako oficer WP wszedł w kontakty z ujawniającymi się żołnierzami AK, a potem brał udział w ich aresztowaniach. Światło był jednym z wielu ludzi oddelegowanych do tworzonej wówczas milicji. W styczniu 1945 roku został skierowany do współpracy z sowieckimi grupami operacyjnymi. Znany był z osobistego uczestnictwa w przesłuchaniach aresztowanych z użyciem siły oraz w obławach i pacyfikacjach. Odegrał decydującą rolę w najważniejszych zatrzymaniach oraz aresztowaniach tamtego okresu. Pracował w grupach operacyjnych ppłk Lichaczowa oraz płk Michajłowa.
Głównie dzięki znajomości z pierwszym wiceministrem Mietkowskim Światło był w roku 1945 jako kapitan kolejno zastępcą komendanta Urzędu Bezpieczeństwa w Warszawie, Olsztynie, a jesienią 1946 roku w Krakowie. Odpowiedzialny za represje i liczne aresztowania działaczy Polski Podziemnej, w tym ostatniego dowódcy AK – gen. Leopolda Okulickiego. Współorganizował fałszowanie referendum z czerwca 1946 roku i wyborów do Sejmu w styczniu roku 1947. Będąc w stopniu majora, uchwałą Prezydium KRN z 17 września 1946 został odznaczony Krzyżem Kawalerskim Orderu Odrodzenia Polski. Był również odznaczony Złotym i Srebrnym Krzyżem Zasługi. W 1948 został przez R. Romkowskiego przeniesiony z powrotem do MBP w Warszawie, do organizowanego Departamentu X. Początkowo była to komórka specjalna, w której poza Romkowskim był Światło i sekretarka, lecz wkrótce komórkę przekształcono w Biuro Specjalne pod kierownictwem płk. Anatola Fejgina, a 7 marca 1950 roku oficjalnie w Departament X. Po przemianowaniu biura na departament jego dyrektorem został Fejgin, a Józef Światło objął stanowisko pierwszego wicedyrektora, już w stopniu podpułkownika, na który awansował w roku 1949. Wpływy Światły szybko stały się większe niż jego bezpośredniego przełożonego, specjalne zadania przeznaczone dla Departamentu X odbierał wprost od Bolesława Bieruta. M.in. na podstawie osobistego polecenia Bieruta aresztował w Krynicy Władysława Gomułkę i jego żonę Zofię. Wykonywał aresztowania innych prominentnych działaczy, jak marszałka Michała Roli-Żymierskiego, któremu skonfiskował wysadzany brylantami radziecki Order Zwycięstwa (odznaczenia nie odnaleziono po ucieczce Światły). Miał też prawo do bezpośrednich rozmów telefonicznych z Ławrientijem Berią, ówczesnym wicepremierem, w szczególnie ważnych wypadkach. W dwóch szafach żelaznych w jego gabinecie znajdowały się wszystkie najtajniejsze kartoteki, akta i dokumenty aparatu bezpieczeństwa i Biura Politycznego partii i jedynie on miał do nich stały dostęp. Jak później wspominał – ... były tam dowody i zeznania każdego czołowego działacza partii przeciw każdemu innemu, zarówno w partii, jak i poza nią, gotowe do wykorzystania w chwili politycznie właściwej.
Miał ogromną władzę, wynikającą nie tylko z formalnie pełnionej przez niego funkcji; wykorzystywał ją do prowadzenia rozrzutnego i rozwiązłego trybu życia, nie ukrywając swych związków osobistych z podległymi mu funkcjonariuszkami resortu.
Przebieg służby Józefa Światło:
| Lp | Nazwa jednostki | Nazwa komórki            | Stanowisko                                | Data rozpoczęcia |
| -- | --------------- | ------------------------ | ----------------------------------------- | ---------------- |
| 1  | KW MO Warszawa  | służba śledcza           | Szef                                      | 10-1944          |
| 2  | WUBP Warszawa   | -                        | zastępca kierownika                       | 17-01-1945       |
| 3  | MBP Warszawa    | -                        | do dyspozycji Dyrektora Departamentu Kadr | 16-09-1945       |
| 4  | WUBP Olsztyn    | -                        | zastępca kierownika                       | 17-12-1945       |
| 5  | WUBP Kraków     | -                        | zastępca szefa                            | 25-10-1946       |
| 6  | MBP Warszawa    | Departament I, Wydział V | Naczelnik                                 | 01-10-1948       |
| 7  | MBP Warszawa    | Biuro Specjalne          | zastępca Dyrektora                        | 01-03-1950       |
| 8  | MBP Warszawa    | Departament X            | zastępca Dyrektora                        | 01-12-1951       |

## Ucieczka
W listopadzie 1953 roku Bolesław Bierut, za pośrednictwem Jakuba Bermana, polecił ppłk. Józefowi Światle uzyskać we wschodnioniemieckim ministerstwie bezpieczeństwa (Stasi) tzw. „uciszenie” (wyeliminowanie) Wandy Brońskiej. W tym celu Światło wyjechał do Berlina Wschodniego wraz z dyrektorem Departamentu X Ministerstwa Bezpieczeństwa Publicznego płk. Anatolem Fejginem. Na miejscu odbył konferencję z sekretarzem stanu ministerstwa bezpieczeństwa Erichem Mielke, przedłożył mu całą dokumentację i w imieniu polskiej bezpieki zażądał uciszenia Wandy Brońskiej. Mielke przyrzekł, że poczyni odpowiednie kroki. Mając trochę czasu, razem z Fejginem postanowili przejechać się kolejką i przypadkowo znaleźli się w Berlinie Zachodnim, w sektorze francuskim. Józef Światło wspominał – Tam zobaczyliśmy wielkie sklepy bardzo ładnie urządzone, ogrom towarów, zupełnie odcinające się od Berlina Wschodniego. Raczej uważaliśmy, że jesteśmy we Wschodnim Berlinie, tylko że dotychczas nie widzieliśmy centrum. Weszliśmy do sklepu i zaczęliśmy kupować różne rzeczy, które nam się podobały w owym czasie. Kiedy mieliśmy zapłacić za towar, okazało się, że potrzebne nam są zachodnie marki, i wtedy dopiero zorientowaliśmy się, że znajdujemy się w Berlinie Zachodnim.
Józef Światło uciekł następnego dnia, 5 grudnia 1953 roku. Wspominał – Na drugi dzień wraz z pułkownikiem Fejginem udaliśmy się na nowo do Berlina Zachodniego. Ja z zamiarem ucieczki, on z zamiarem zakupienia rzeczy, które mu się podobały. Gdy przejechaliśmy do Berlina Zachodniego, wstąpiłem do jednej takiej budki z zamiarem wymieniania pieniędzy na zachodnie. Płk. Fejgin był na ulicy przed tym sklepem, czekał na mnie. Umówiliśmy się w ten sposób, że następnie on wejdzie i wymieni walutę. Liczyłem, że po jego wejściu do sklepu będę mógł odejść od niego i zwyczajnie uciec, będę miał trochę czasu na odłączenie się. W Berlinie Zachodnim zgłosiłem się do władz amerykańskich. Było to dla nich zupełne zaskoczenie, kiedy się wylegitymowałem i kiedy dowiedzieli się, kim jestem. W Berlinie Zachodnim spędziłem tylko jedną noc.
Według Stevena Stewarda (Operation Splinter Factor, 1974, ISBN 0-397-00982-8) i Leonarda Mosleya (Dulles, ISBN 0-340-22454-1) Światło został w 1948 roku zwerbowany przez brytyjski wywiad MI6 i przekazany operacyjnie wywiadowi amerykańskiemu OSS, poprzednikowi CIA, kierowanemu przez Allena Dullesa. Odegrać miał kluczową rolę w operacji Splinter Factor, w ramach której służby zachodnie skompromitowały w oczach służb komunistycznych Noela Fielda i spowodowały duże zamieszanie i procesy m.in. Rajka na Węgrzech, Slanskiego w Czechosłowacji i aresztowanie Gomułki w Polsce. Józef Światło zameldował swoim zachodnim mocodawcom pojawienie się Fielda w Polsce, brał udział w podrzucaniu i rozpowszechnianiu materiałów sugerujących działalność agenturalną Fielda na rzecz Zachodu. Po śmierci Stalina operacja Splinter Factor została zakończona. Józef Światło postanowił zabezpieczyć się, uciekając na Zachód.
W wydanej w 2009 roku biografii Światły Andrzej Paczkowski wymienił cztery możliwe powody ucieczki na Zachód:
- Światło był agentem CIA i został wycofany,
- ucieczki dokonał na polecenie służb sowieckich, z którymi był związany,
- podjął decyzję samodzielnie pod wpływem narastających tendencji antysemickich, a także pierwszych przejawów weryfikowania pracy służb w Warszawie po śmierci Stalina,
- z powodów wymienionych w poprzednim punkcie decyzję podjął nagle w Berlinie.

W swojej pracy Paczkowski obala dwie pierwsze hipotezy, opowiadając się za trzecią, choć nie wyklucza czwartej.

## Działalność po ucieczce
6 grudnia 1953 roku, czyli już następnego dnia, amerykańskie władze przewiozły Józefa Światłę z Berlina do Frankfurtu, następnie 23 grudnia odleciał specjalnym samolotem do Stanów Zjednoczonych, do Waszyngtonu. Występował w audycjach Radia Wolna Europa w cyklu Za kulisami partii i bezpieki, a jego wystąpienia oraz zrzucane od lutego 1955 za pomocą balonów 40-stronicowe broszurki pod tym samym tytułem doprowadziły do głębokich zmian w bezpiece i likwidacji MBP. Sprawa emisji audycji Światły wzbudziła nie tylko w zespole Polskiej Sekcji RWE silne kontrowersje i sprzeciwy etyczne wobec osoby ocenianej jako kat. Audycje wprowadzono na antenę w wyniku osobistej decyzji Jana Nowaka-Jeziorańskiego.
W audycjach Radia „Wolna Europa” atakował m.in. Bolesława Piaseckiego i Stowarzyszenie PAX. Długoletni współpracownik Bolesława Piaseckiego – Zygmunt Przetakiewicz, wspominał: „Różański nie dopadł nas nigdy, a Światło zemścił się w inny sposób. Po ucieczce z Polski w końcu 1953 r. przejął go wywiad amerykański i użył do akcji propagandowej przeciwko systemowi. W cyklu audycji radiowych (1954–1955) ujawnił on niektóre kulisy funkcjonowania władzy. Prawda mieszała się tam z kłamstwem i oszczerstwem. Szczególnie zajadle i fałszywie mówił o naszej działalności. Nie ulega dla mnie wątpliwości, że nienawidził nas. Była to nienawiść nie tylko irracjonalna”.
Ujawnienie nieoczekiwanej ucieczki Światły spowodowało histeryczne reakcje władz PRL – natychmiast wysunięto standardowe oskarżenie, że był długoletnim, zakonspirowanym agentem wywiadu USA, który podstępnie wkradł się na zajmowane stanowiska. Po konsultacjach w Moskwie dokonano zmian w Ministerstwie Bezpieczeństwa Publicznego – podzielono je na dwa resorty (Ministerstwo Spraw Wewnętrznych oraz Komitet ds. Bezpieczeństwa Publicznego przy Radzie Ministrów), dotychczasowy szef MBP Stanisław Radkiewicz stracił stanowisko i został ministrem Państwowych Gospodarstw Rolnych. Władze PRL dopiero 21 października 1962 roku pozbawiły Światłę stopnia oficerskiego. W USA Światło przeszedł operację plastyczną, zmieniono jego dane personalne i utajniono miejsce pobytu. W Polsce pozostawił żonę oraz dwoje dzieci. Jego rodzina po marcu 1968 roku wyjechała do Izraela.
W listopadzie 1956 Józef Światło zmienił sądownie nazwisko na Joseph Carl Miller, a 6 września 1957 w Arlington ożenił się po raz trzeci i doczekał się z trzecią żoną jeszcze dwojga dzieci. W połowie lat 60. przeniósł się z rodziną do Stamford w stanie Connecticut. 3 marca 1967 decyzją sądu rejonowego w New Haven otrzymał amerykańskie obywatelstwo. Należał do wielu amerykańskich organizacji żydowskich, m.in. B’nai B’rith, Congregation Agudath Sholom w Stamford, Merkaz Torah, United Jewish Federation, Synagogue Council Jewish Institute i Soviet Jewry Committee. W maju 1978 utworzył Holocaust Memorial Committee (był wiceprzewodniczącym komitetu), który w 1983 doprowadził do otwarcia The Harry Rosenbaum JHSFC Judaica Library w hrabstwie Fairfield. Został pochowany jako Joseph Carl Miller na cmentarzu Agudath Sholom New Cemetery w Stamford.
Wystąpienia Światły zostały później wydane w formie książki.

## Awanse
- szeregowy – 1939
- chorąży – 1943
- podporucznik – 1944[17].
- kapitan – 1945
- podpułkownik – 1949

## Ordery i odznaczenia
- Krzyż Kawalerski Orderu Odrodzenia Polski
- Złoty Krzyż Zasługi
- Srebrny Krzyż Zasługi[12]